# Melilotoides squarrosa
Melilotoides squarrosa là một loài thực vật có hoa trong họ Đậu. Loài này được (Vassilcz.) Czerep. mô tả khoa học đầu tiên năm 1995.